# Liga MX Femenil
Die Liga MX Femenil ist die höchste Spielklasse im mexikanischen Frauenfußball. Sie wurde erstmals in der Apertura 2017 ausgetragen. Teilnehmer in der Eröffnungsspielzeit waren 16 der 18 Vereine, die in derselben Saison auch in der höchsten Spielklasse des Männerfußballs vertreten waren.

## Modus
Im Gegensatz zum mexikanischen Männerfußball waren die Mannschaften in der Eröffnungsspielzeit der höchsten mexikanischen Frauenfußballliga in zwei Gruppen unterteilt, die in je einem Heim- und Auswärtsspiel gegeneinander antraten, aber nicht auf die Mannschaften der anderen Gruppe treffen konnten. Die Einteilung der Gruppen erfolgte im Prinzip nach regionalen Gesichtspunkten, wobei die in den „südlichen“ Gefilden beheimateten Frauenfußballmannschaften aus Mexiko-Stadt, Morelia, Pachuca, Toluca und Veracruz in der Gruppe 1 vertreten waren, die nördlich hiervon gelegenen Mannschaften aus den Ballungsräumen Guadalajara und Monterrey sowie Aguascalientes, León, Querétaro und Torreón hingegen der Gruppe 2 angehörten. Lediglich die im äußersten Norden gelegene Grenzstadt Tijuana gehörte abweichend hierzu ebenfalls der „südlichen“ Gruppe 1 an.
Am Ende der ersten Halbsaison erreichten die beiden jeweils Gruppenbesten Mannschaften das Halbfinale, in dem der Sieger der Gruppe 1 auf den Zweiten der Gruppe 2 und umgekehrt trafen. In einem Hin- und Rückspiel wurden die Finalteilnehmer ausgespielt, die – ebenfalls in einem Hin- und Rückspiel – den Meister ausspielten. Erster Meister in der Geschichte der Liga MX Femenil wurde die Mannschaft von Chivas Femenil.
Seit der Saison 2018/19 qualifizieren sich die jeweils vier bestplatzierten Mannschaften jeder Gruppe für das Viertelfinale.

## Die erfolgreichsten Mannschaften
Die bisher (Stand: Mai 2025) mit Abstand erfolgreichste Mannschaft ist Tigres Femenil, die sich bei den ersten 14 Turnieren (bis Ende 2024) immer mindestens für das Halbfinale qualifizieren konnte, zehnmal die Finalspiele erreichte und mit sechs Titeln auch Rekordmeister der Liga ist. Vierzig Prozent der bisherigen Finalpaarungen (nämlich sechs von 15) wurden zwischen den beiden Mannschaften des Clásico Regiomontano, Tigres Femenil und Rayadas de Monterrey, ausgetragen, in denen sich beide Mannschaften je dreimal durchsetzen konnten. Die Frauenfußballmannschaft vom CF Monterrey ist mit insgesamt sieben Finalteilnahmen und vier Titeln zugleich die zweiterfolgreichste Mannschaft der Liga. Jeweils zwei Titel verbuchen konnten América Femenil (mit insgesamt sechs Finalteilnahmen) und Chivas Femenil, die insgesamt dreimal im Finale standen. Die einzige weitere Mannschaft, die die Meisterschaft gewinnen konnte, ist Pachuca Femenil, die im Mai 2025 bei ihrer insgesamt vierten Finalteilnahme erstmals als Sieger hervorging. Außerdem erreichten der Atlas FC Femenil zweimal sowie der Toluca FC Femenil und Gallos Femenil je einmal das Halbfinale.

## Finalspiele und Meister
Die bisherigen Finalpaarungen:
| Saison            | Meister                      | Resultat            | Finalist             |
| ----------------- | ---------------------------- | ------------------- | -------------------- |
| Apertura 2017     | Chivas Femenil               | 0:2, 3:0            | Pachuca Femenil      |
| Clausura 2018     | Tigres Femenil               | 2:2, 2:2 (4:2 i.E.) | Rayadas de Monterrey |
| Apertura 2018     | América Femenil              | 2:2, 1:1 (3:1 i.E.) | Tigres Femenil       |
| Clausura 2019     | Tigres Femenil               | 1:1, 2:1            | Rayadas de Monterrey |
| Apertura 2019     | Rayadas de Monterrey         | 1:1, 1:0            | Tigres Femenil       |
| Clausura 2020     | Saisonabbruch wegen COVID-19 |                     |                      |
| Guardianes 2020   | Tigres Femenil               | 1:0, 0:1 (3:2 i.E.) | Rayadas de Monterrey |
| Guardianes 2021   | Tigres Femenil               | 2:1, 5:3            | Chivas Femenil       |
| Grita México 2021 | Rayadas de Monterrey         | 2:2, 0:0 (3:1 i.E.) | Tigres Femenil       |
| Clausura 2022     | Chivas Femenil               | 4:2, 0:1            | Pachuca Femenil      |
| Apertura 2022     | Tigres Femenil               | 1:0, 2:0            | América Femenil      |
| Clausura 2023     | América Femenil              | 2:1, 2:1            | Pachuca Femenil      |
| Apertura 2023     | Tigres Femenil               | 3:0, 0:0            | América Femenil      |
| Clausura 2024     | Rayadas de Monterrey         | 0:1, 2:1 (4:3 i.E.) | América Femenil      |
| Apertura 2024     | Rayadas de Monterrey         | 0:1, 3:2 (4:3 i.E.) | Tigres Femenil       |
| Clausura 2025     | Pachuca Femenil              | 3:0, 0:2            | América Femenil      |

2021 wurde der Campeón de Campeones Femenil eingeführt, um den seitdem der Meister der Apertura und Clausura einer jeweiligen Saison spielen. Nur wenn – wie bei Einführung des Turniers – beide Wettbewerbe von derselben Mannschaft gewonnen wurden, wird dem entsprechenden Verein der Titel ohne ein separates Entscheidungsspiel gutgeschrieben.

## Übersicht aller bisherigen Teams der Liga MX Femenil
| Frauenmannschaft             | Hauptverein         | Stadt                    | Bundesstaat      | Spielzeiten     |
| ---------------------------- | ------------------- | ------------------------ | ---------------- | --------------- |
| Club América Femenil         | Club América        | Mexiko-Stadt             | Distrito Federal | seit 2017/18    |
| Atlas FC Femenil             | Atlas FC            | Guadalajara              | Jalisco          | seit 2017/18    |
| Atlético de San Luis Femenil | Atlético San Luis   | San Luis Potosí          | San Luis Potosí  | seit 2019/20    |
| Lobos BUAP Femenil           | Lobos BUAP          | Puebla                   | Puebla           | 2018/19         |
| Chivas Femenil               | CD Guadalajara      | Guadalajara              | Jalisco          | seit 2017/18    |
| Cruz Azul Femenil            | Cruz Azul           | Mexiko-Stadt             | Distrito Federal | seit 2017/18    |
| FC Juárez Femenil            | FC Juárez           | Ciudad Juárez            | Chihuahua        | seit 2019/20    |
| Club León Femenil            | Club León           | León                     | Guanajuato       | seit 2017/18    |
| Mazatlán Femenil             | Mazatlán FC         | Mazatlán                 | Sinaloa          | seit 2020/21    |
| CF Monterrey Femenil         | CF Monterrey        | Monterrey                | Nuevo León       | seit 2017/18    |
| Monarcas Morelia Femenil     | Monarcas Morelia    | Morelia                  | Michoacán        | 2017/18–2019/20 |
| Necaxa Femenil               | Club Necaxa         | Aguascalientes           | Aguascalientes   | seit 2017/18    |
| Pachuca Femenil              | Pachuca             | Pachuca                  | Hidalgo          | seit 2017/18    |
| Club Puebla Femenil          | Club Puebla         | Puebla                   | Puebla           | seit 2017/18    |
| Gallos Femenil               | Querétaro FC        | Querétaro                | Querétaro        | seit 2017/18    |
| Santos Laguna Femenil        | Santos Laguna       | Torreón                  | Coahuila         | seit 2017/18    |
| Xolos Femenil                | Club Tijuana        | Tijuana                  | Baja California  | seit 2018/19    |
| Toluca FC Femenil            | Deportivo Toluca FC | Toluca                   | México           | seit 2017/18    |
| Tigres Femenil               | Tigres UANL         | San Nicolás de los Garza | Nuevo León       | seit 2017/18    |
| Pumas Femenil                | Pumas UNAM          | Mexiko-Stadt             | Distrito Federal | seit 2017/18    |
| CD Veracruz Femenil          | Veracruz            | Veracruz                 | Veracruz         | 2017/18–Ape 19  |

## Die Torschützenköniginnen der Liga MX Femenil
Die Torjägerkrone konnten sich die folgenden Spielerinnen sichern:
| Saison        | Name                                | Mannschaft          | Tore  |
| ------------- | ----------------------------------- | ------------------- | ----- |
| Apertura 2017 | Lucero Cuevas                       | América             | 15    |
| Clausura 2018 | Lucero Cuevas                       | América             | 15    |
| Apertura 2018 | Desirée Monsiváis                   | Monterrey           | 13    |
| Clausura 2019 | Fabiola Ibarra Isela Ojeda          | Atlas Santos Laguna | 07 07 |
| Apertura 2019 | Desirée Monsiváis Viridiana Salazar | Monterrey Pachuca   | 17    |
| Clausura 2020 | wegen Saisonabbruch nicht vergeben  |                     |       |
| Apertura 2020 | Katty Martínez                      | Tigres              | 18    |
| Clausura 2021 | Alison González                     | Atlas               | 18    |
| Apertura 2021 | Alicia Cervantes                    | Chivas              | 17    |
| Clausura 2022 | Alicia Cervantes                    | Chivas              | 14    |
| Apertura 2022 | Mía Renee Fishel                    | Tigres              | 17    |
| Clausura 2023 | Charlyn Corral                      | Pachuca             | 20    |
| Apertura 2023 | Alicia Cervantes Maricarmen Reyes   | Chivas Tigres       | 15    |
| Clausura 2024 | Charlyn Corral                      | Pachuca             | 19    |
| Apertura 2024 | Charlyn Corral                      | Pachuca             | 18    |
| Clausura 2025 | Charlyn Corral                      | Pachuca             | 21    |

## Die besten Spielerinnen einer Saison
Beginnend mit der Saison 2020/21 wurden mit dem „Balón de Oro“ (dem „Goldenen Ball“) als „Beste Spielerinnen einer Saison“ ausgezeichnet:
| Saison  | Beste Spielerin  | Mannschaft | Beste Nachwuchsspielerin | Mannschaft |
| ------- | ---------------- | ---------- | ------------------------ | ---------- |
| 2020/21 | Liliana Mercado  | Tigres     | Alison González          | Atlas      |
| 2021/22 | Alicia Cervantes | Chivas     | Diana García             | Monterrey  |
| 2022/23 | Charlyn Corral   | Pachuca    | Alice Soto               | Pachuca    |

Seit der Saison 2023/24 wird der „Balón de Oro“ an die „Beste Spielerin“, die „Beste Torhüterin“ und die „Beste Trainerin“ einer Saison vergeben:
| Saison  | Beste Spielerin | Mannschaft | Beste Torhüterin    | Mannschaft | Beste Trainerin | Mannschaft |
| ------- | --------------- | ---------- | ------------------- | ---------- | --------------- | ---------- |
| 2023/24 | Charlyn Corral  | Pachuca    | Esthefanny Barreras | Pachuca    | Amelia Valverde | Monterrey  |